# 27 Euterpe
Euterpe (asteroide 27) é um asteroide da cintura principal com um diâmetro de 96 quilómetros, a 1,94408437 UA. Possui uma excentricidade de 0,17191778 e um período orbital de 1 313,88 dias (3,6 anos).
Euterpe tem uma velocidade orbital média de 19,43891056 km/s e uma inclinação de 1,58374215º.
Este asteroide foi descoberto em 8 de novembro de 1853 por John Hind.
Foi batizado em honra de Euterpe, musa grega da música.